# Enrique Gómez Bascuas
Enrique Gómez Bascuas (Barcelona, 1916-Madrid, 1955) fue un guionista y director de cine español. Dirigió un total de once películas entre 1945 y 1954, antes de que su carrera quedara truncada por su prematura muerte.

## Filmografía
- Viento de siglos (1945) (*)
- La próxima vez que vivamos (1946) (*)
- El verdugo (1947) (*)
- Extraño amanecer (1947) (*)
- La fiesta sigue (1948) (*)
- Tiempos felices (1950) (*)
- Verónica (1950)
- Dulce nombre (1951)
- El cerco del diablo (1952)
- Persecución en Madrid (1952)
- La ciudad de los sueños (1954)

(Nota: En las película señaladas con un asterisco, también ejerció de guionista)